# 사하라 (1983년 영화)
사하라(Sahara)는 미국에서 제작된 앤드루 V. 매클래글렌 감독의 1983년 모험, 드라마 영화이다. 브룩 쉴즈 등이 주연으로 출연하였고 메나헴 골란 등이 제작에 참여하였다. 방영명은 브룩 실즈의 사하라이다.

## 출연

### 주연
- 브룩 쉴즈

### 조연
- 램버트 윌슨
- 호르스트 부흐홀츠
- 존 라이스 데이비스
- 로널드 레이시

## 제작진
- 미술: 루치아노 스파도니
- 배역: 모드 스펙터